# Șerbota
Șerbota [ʃerbota] ist ein Berg der Transsilvanischen Alpen in den Karpaten Rumäniens. Er liegt an der administrativen Grenze der Kreise Sibiu und Argeș, die entlang des Bergkamms des Făgăraș-Gebirges verläuft, und hat eine Höhe von 2331 m. Der Wasserfall Șerbota befindet sich am nördlichen Hang des Berges.